# 18821 Markhavel
18821 Markhavel è un asteroide della fascia principale. Scoperto nel 1999, presenta un'orbita caratterizzata da un semiasse maggiore pari a 2,9385629 UA e da un'eccentricità di 0,1076153, inclinata di 2,35659° rispetto all'eclittica.